# كارل فريدريش أوتو ويستفال
كارل فريدريش أوتو ويستفال (بالألمانية: Carl Westphal)‏ (و. 1833 – 1890 م) هو طبيب أعصاب، وطبيب نفسي، وأستاذ جامعي ألماني، ولد في برلين، كان عضوًا في الأكاديمية الألمانية للعلوم ليوبولدينا، توفي في كروزلينغن، عن عمر يناهز 57 عاماً.

## التعليم
تعلم في جامعة هومبولت في برلين، وتعلم في جامعة هايدلبرغ، وتعلم في جامعة زيورخ
.